# Oscarverleihung 1961
Übersicht aller ausgezeichneten Filme

◄◄ | ◄ | 1957 | 1958 | 1959 | 1960 | Oscarverleihung 1961 | 1962 | 1963 | 1964 | 1965 | ► | ►►

Weitere Ereignisse
Die Oscarverleihung 1961 fand am 17. April 1961 im Santa Monica Civic Auditorium in Santa Monica in Kalifornien statt. Es waren die 33rd Annual Academy Awards. Im Jahr der Auszeichnung werden immer Filme des vergangenen Jahres ausgezeichnet, in diesem Fall also die Filme des Jahres 1960.
| Film                                  | N  | A |
| ------------------------------------- | -- | - |
| Das Appartement                       | 10 | 5 |
| Alamo                                 | 7  | 1 |
| Pepe – Was kann die Welt schon kosten | 7  | 0 |
| Söhne und Liebhaber                   | 7  | 1 |
| Spartacus                             | 6  | 4 |
| Elmer Gantry                          | 5  | 3 |
| Der endlose Horizont                  | 5  | 0 |
| So eine Affäre                        | 5  | 1 |
| Sonntags… nie!                        | 5  | 1 |
| Psycho                                | 4  | 0 |
| Sunrise at Campobello                 | 4  | 0 |
| Wer den Wind sät                      | 4  | 0 |
| Exodus                                | 3  | 1 |
| Can-Can                               | 2  | 0 |
| Cimarron                              | 2  | 0 |
| Die Jungfrauenquelle                  | 2  | 1 |
| Telefon Butterfield 8                 | 2  | 1 |

## Moderation
Bob Hope führte als Moderator durch die Oscarverleihung. 

## Gewinner und Nominierungen

### Bester Film
präsentiert von Audrey Hepburn
Das Appartement (The Apartment) – Billy Wilder
Alamo (The Alamo) – John Wayne
Elmer Gantry – Bernard Smith
Der endlose Horizont (The Sundowners) – Fred Zinnemann
Söhne und Liebhaber (Sons and Lovers) – Jerry Wald

### Beste Regie
präsentiert von Gina Lollobrigida
Billy Wilder – Das Appartement (The Apartment)
Jack Cardiff – Söhne und Liebhaber (Sons and Lovers)
Jules Dassin – Sonntags… nie! (Pote tin Kyriaki)
Alfred Hitchcock – Psycho
Fred Zinnemann – Der endlose Horizont (The Sundowners)

### Bester Hauptdarsteller
präsentiert von Greer Garson
Burt Lancaster – Elmer Gantry
Trevor Howard – Söhne und Liebhaber (Sons and Lovers)
Jack Lemmon – Das Appartement (The Apartment)
Laurence Olivier – Der Komödiant (The Entertainer)
Spencer Tracy – Wer den Wind sät (Inherit the Wind)

### Beste Hauptdarstellerin
präsentiert von Yul Brynner
Elizabeth Taylor – Telefon Butterfield 8 (BUtterfield 8)
Greer Garson – Sunrise at Campobello
Deborah Kerr – Der endlose Horizont (The Sundowners)
Shirley MacLaine – Das Appartement (The Apartment)
Melina Mercouri – Sonntags… nie! (Pote tin Kyriaki)

### Bester Nebendarsteller
präsentiert von Eva Marie Saint
Peter Ustinov – Spartacus
Peter Falk – Unterwelt (Murder, Inc.)
Jack Kruschen – Das Appartement (The Apartment)
Sal Mineo – Exodus
Chill Wills – Alamo (The Alamo)

### Beste Nebendarstellerin
präsentiert von Hugh Griffith
Shirley Jones – Elmer Gantry
Glynis Johns – Der endlose Horizont (The Sundowners)
Shirley Knight – Das Dunkel am Ende der Treppe (The Dark at the Top of the Stairs)
Janet Leigh – Psycho
Mary Ure – Söhne und Liebhaber (Sons and Lovers)

### Bestes Originaldrehbuch
präsentiert von Kitty Carlisle und Moss Hart
I. A. L. Diamond, Billy Wilder – Das Appartement (The Apartment)
Michael Craig, Bryan Forbes, Richard Gregson  – Zorniges Schweigen (The Angry Silence)
Jules Dassin – Sonntags… nie! (Pote tin Kyriaki)
Marguerite Duras – Hiroshima, mon amour
Melvin Frank, Norman Panama – So eine Affäre (The Facts of Life)

### Bestes adaptiertes Drehbuch
präsentiert von Kitty Carlisle und Moss Hart
Richard Brooks – Elmer Gantry
T. E. B. Clarke, Gavin Lambert – Söhne und Liebhaber (Sons and Lovers)
James Kennaway – Einst ein Held (Tunes of Glory)
Isobel Lennart – Der endlose Horizont (The Sundowners)
Harold Jacob Smith, Nedrick Young – Wer den Wind sät (Inherit the Wind)

### Beste Kamera (Schwarzweißfilm)
präsentiert von Cyd Charisse und Tony Martin
Freddie Francis – Söhne und Liebhaber (Sons and Lovers)
Charles Lang – So eine Affäre (The Facts of Life)
Joseph LaShelle – Das Appartement (The Apartment)
Ernest Laszlo – Wer den Wind sät (Inherit the Wind)
John L. Russell – Psycho

### Beste Kamera (Farbfilm)
präsentiert von Cyd Charisse und Tony Martin
Russell Metty – Spartacus
William H. Clothier – Alamo (The Alamo)
Charles Harten, Joseph Ruttenberg – Telefon Butterfield 8 (BUtterfield 8)
Sam Leavitt – Exodus
Joseph MacDonald – Pepe – Was kann die Welt schon kosten (Pepe)

### Bestes Szenenbild (Schwarzweißfilm)
präsentiert von Tina Louise und Tony Randall
Edward G. Boyle, Alexandre Trauner – Das Appartement (The Apartment)
Robert Clatworthy, Joseph Hurley, George Milo – Psycho
Sam Comer, Arthur Krams, Hal Pereira, Walter H. Tyler – Besuch auf einem kleinen Planeten (Visit to a Small Planet)
Lionel Couch, Tom Morahan – Söhne und Liebhaber (Sons and Lovers)
Ross Dowd, J. McMillan Johnson, Kenneth A. Reid – So eine Affäre (The Facts of Life)

### Bestes Szenenbild (Farbfilm)
präsentiert von Tina Louise und Tony Randall
Russell A. Gausman, Alexander Golitzen, Julia Heron, Eric Orbom – Spartacus
Roland Anderson, Arrigo Breschi, Sam Comer, Hal Pereira – Es begann in Neapel (It Started in Naples)
Edward Carrere, George James Hopkins – Sunrise at Campobello
George W. Davis, Henry Grace, Addison Hehr, Hugh Hunt, Otto Siegel – Cimarron
Ted Haworth, William Kiernan – Pepe – Was kann die Welt schon kosten (Pepe)

### Bestes Kostümdesign (Schwarzweißfilm)
präsentiert von Barbara Rush und Robert Stack
Edith Head, Edward Stevenson – So eine Affäre (The Facts of Life)
Theoni V. Aldredge – Sonntags… nie! (Pote tin Kyriaki)
Howard Shoup – J.D., der Killer (The Rise and Fall of Legs Diamond)
Bill Thomas – Sieben Diebe (Seven Thieves)
Marik Vos-Lundh – Die Jungfrauenquelle (Jungfrukällan)

### Bestes Kostümdesign (Farbfilm)
präsentiert von Barbara Rush und Robert Stack
Arlington Valles, Bill Thomas – Spartacus
Marjorie Best – Sunrise at Campobello
Irene Lentz – Mitternachtsspitzen (Midnight Lace)
Edith Head – Pepe – Was kann die Welt schon kosten (Pepe)
Irene Sharaff – Can-Can

### Bester Schnitt
präsentiert von Betty Comden und Adolph Green
Daniel Mandell – Das Appartement (The Apartment)
Al Clark, Viola Lawrence – Pepe – Was kann die Welt schon kosten (Pepe)
Stuart Gilmore – Alamo (The Alamo)
Frederic Knudtson – Wer den Wind sät (Inherit the Wind)
Robert Lawrence – Spartacus

### Bester Ton
präsentiert von Jim Hutton und Paula Prentiss
Fred Hynes, Gordon Sawyer – Alamo (The Alamo)
George Groves  – Sunrise at Campobello
Franklin Milton – Cimarron
Charles Rice – Pepe – Was kann die Welt schon kosten (Pepe)
Gordon Sawyer – Das Appartement (The Apartment)

### Beste Spezialeffekte
präsentiert von Polly Bergen und Richard Widmark
Tim Baar, Gene Warren – Die Zeitmaschine (The Time Machine)
Augie Lohman – Höllenfahrt (The Last Voyage)

### Beste Musik (Drama/Komödie)
präsentiert von Bobby Darin und Sandra Dee
Ernest Gold – Exodus
Elmer Bernstein – Die glorreichen Sieben (The Magnificent Seven)
Alex North – Spartacus
André Previn – Elmer Gantry
Dimitri Tiomkin – Alamo (The Alamo)

### Beste Musik (Musikfilm)
präsentiert von Bobby Darin und Sandra Dee
Morris Stoloff, Harry Sukman – Nur wenige sind auserwählt (Song Without End)
Johnny Green – Pepe – Was kann die Welt schon kosten (Pepe)
Earle Hagen, Lionel Newman – Machen wir’s in Liebe (Let’s Make Love)
André Previn – Anruf genügt – komme ins Haus (Bells Are Ringing)
Nelson Riddle – Can-Can

### Bester Song
präsentiert von Steve Allen und Jayne Meadows
„Ta pedia tou Pirea“ aus Sonntags… nie! (Pote tin Kyriaki) – Manos Hadjidakis
„The Facts of Life“ aus So eine Affäre (The Facts of Life) – Johnny Mercer
„The Faraway Part of Town“ aus Pepe – Was kann die Welt schon kosten (Pepe) – André Previn, Dory Previn
„The Green Leaves of Summer“ aus Alamo (The Alamo) – Dimitri Tiomkin, Paul Francis Webster
„The Second Time Around“ aus Der Spätzünder (High Time) – Sammy Cahn, Jimmy Van Heusen

### Bester Kurzfilm
präsentiert von Wendell Corey und Susan Strasberg
Day of the Painter – Ezra R. Baker
The Creation of Woman – Ismail Merchant, Charles F. Schwep
Inseln im Meer (Islands of the Sea) – Walt Disney
A Sport Is Born – Leslie Winik

### Bester Cartoon
präsentiert von Wendell Corey und Susan Strasberg
Munro – William L. Snyder
Goliath II – Walt Disney
High Note – Warner Bros.
Leo, Silvester und das arme Mäuschen (Mouse and Garden) – Warner Bros.
O místo na slunci – František Vystrčil

### Bester Dokumentarfilm (Kurzfilm)
präsentiert von Tony Curtis und Janet Leigh
Giuseppina – James Hill
Beyond Silence – United States Information Agency
En by ved navn København – Statens Filmcentral
George Grosz’ Interregnum – Charles Carey, Altina Schinasi
Der Himmel über uns (Universe) – Colin Low

### Bester Dokumentarfilm
präsentiert von Tony Curtis und Janet Leigh
The Horse with the Flying Tail – Larry Lansburgh
Rebel in Paradise – Robert D. Fraser

### Bester fremdsprachiger Film
präsentiert von Eric Johnston
Die Jungfrauenquelle (Jungfrukällan), Schweden – Ingmar Bergman
Kapo (Kapò), Italien – Gillo Pontecorvo
Macario, Mexiko – Roberto Gavaldón
Der neunte Kreis (Deveti krug), Jugoslawien – France Štiglic
Die Wahrheit (La Vérité), Frankreich – Henri-Georges Clouzot

## Ehrenpreise

### Ehrenoscar
Gary Cooper
Stan Laurel

### Juvenile Award
Hayley Mills für Alle lieben Pollyanna (Pollyanna)

### Jean Hersholt Humanitarian Award
Sol Lesser

### Scientific and Engineering Award
Ampex Professional Products Co.

### Technical Achievement Award
Arthur Holcomb, Petro Vlahos
Anthony Paglia
Carl W. Hauge, Robert M. Grubel, Edward H. Reichard